# Oceanic Airlines
Oceanic Airlines, també coneguda com a Oceanic Airways, és una companyia aèria fictícia que apareix en nombroses pel·lícules, sèries de televisió i videojocs. La companyia es va crear per no vincular cap companyia real amb successos negatius que tenen lloc en les ficcions televisives i cinematogràfiques.
L'aparició original d'Oceanic Airways té lloc a la pel·lícula Executive Decision. En una de les escenes del film, un grup de terroristes segresten un avió Boeing 747 ple de passatgers. Per al rodatge de les preses exteriors de l'avió es va pintar un Boeing 747-200 real amb els colors i el logotip d'aquesta companyia. El metratge sobrant va ser arxivat i reutilitzat en posteriors produccions audiovisuals, i la primera emissió, en un capítol de Flipper. Des de llavors, Oceanic Airlines ha esdevingut una referència cinematogràfica i televisiva. Així, han estat nombroses les aparicions d'aquesta companyia a les pantalles, com a les sèries Grey's Anatomy, Castle, JAG o The Goldbergs.
La seva aparició més famosa ha estat en la sèrie de televisió Lost. La sèrie comença amb un accident aeri del vol Oceanic Flight 815 en el qual un grup de supervivents arriben a una misteriosa illa. En Lost, el logotip d'Oceanic Airlines consisteix en 18 punts al voltant de 4 cercles concèntrics, en què destaca una "O" en majúscules (que probablement fa referència a la paraula "Oceanic"). El logo intenta imitar l'art dels aborígens australians.